# Cordicomus opaculus opaculus
Cordicomus opaculus opaculus é uma subespécie de insetos coleópteros polífagos pertencente à família Anthicidae.
A autoridade científica da subespécie é Wollaston, tendo sido descrita no ano de 1864.
Trata-se de uma subespécie presente no território português.